# Реляваам
Реляваам — река на Дальнем Востоке России, протекает по территории Анадырского района Чукотского автономного округа.
Длина реки составляет 24 км.
Название в переводе с коряк. Ръэляваям — «быстро бегущая река».
Вытекает из озера Релясгытгын, впадает в Хатырку. Протекает в узкой межгорной впадине, в низовьях выходит в заболоченную долину правобережья Хатырки. Основной приток — ручей Меченый.